# Rafael Silva (futebolista)
Rafael Feital da Silva Souza, mais conhecido como Rafael Silva ou Rafagol (Feira de Santana, 8 de outubro de 1990), é um futebolista brasileiro que atua como atacante. Atualmente está no São Bento.

## Carreira

### Início
Revelado pela Portuguesa, Rafael foi emprestado para o Noroeste e passou pelo Gil Vicente, de Portugal, antes de retornar ao futebol brasileiro e ser destaque pelo Ituano. 

### Ituano
Em 2013, foi artilheiro da Copa Paulista e terminou a competição estadual de 2014 como um dos destaques da equipe que surpreendeu São Paulo e terminou campeã paulista, ao vencer o Santos na final. Rafael fez cinco gols e foi vice-artilheiro. No fim do campeonato, Rafael Silva, sem vínculo com o Ituano, despertou interesse do Palmeiras e de outros clubes de fora do país, mas não houve avanço nas negociações.

### Vasco da Gama
Foi contratado junto ao Vasco da Gama em 2014 e logo no jogo que estreou contra o Oeste, pela 4ª rodada da Série B do Brasileiro, Rafael marca seu primeiro gol com a camisa vascaína, em jogo que sua equipe venceu por 2x0, em São Januário.
Em maio de 2015, Rafael Silva foi decisivo no primeiro jogo da final do Campeonato Carioca após entrar no segundo tempo no primeiro jogo da final contra o Botafogo, Rafael Silva marcou o gol da vitória aos 46 minutos do 2º tempo e no segundo jogo abriu o placar para a vitória. No segundo jogo voltou a marcar na vitoria por 2x1 que decretou o 23° título estadual do Vasco. Em agosto, novamente foi decisivo ao marcar na segunda partida o gol que levou o Vasco às quartas de final da Copa do Brasil diante do Flamengo,e alfinetou o rival,
"Quem ganha dinheiro com a boca é cantor. A gente ganha dinheiro com os pés e mostramos em campo", disparou o talismã cruz-maltino.
Voltou a marcar diante do Cruzeiro pelo campeonato brasileiro em que marcou os dois gols do Vasco na partida ajudando o Vasco a sair com um ponto do Mineirão.
Desde a saída do atacante Gilberto, Rafael Silva havia sido o artilheiro do Cruzmaltino na temporada 2015, com 10 gols.

### Cruzeiro
Em 30 de dezembro de 2015, Rafael Silva foi anunciado como reforço do Cruzeiro, o jogador se apresentou-se na Toca da Raposa II em 04 de janeiro de 2016 para fazer exames médicos e assinar o contrato valido por dois anos com a Raposa. Em sua primeira entrevista como jogador celeste Rafael Silva disse: "- Agora que finalizei os detalhes, a minha expectativa é muito boa junto ao Cruzeiro. Quero retribuir toda a confiança que estão depositando em meu futebol e dar alegria a essa imensa torcida. O pouco que andei pela Toca, deu para ver que a estrutura é excelente, uma das melhores do país, se não for a melhor, e isso foi um dos fatores que me fizeram optar pelo clube - disse o jogador em entrevista ao site oficial do Cruzeiro.".
Sua estreia aconteceu num amistoso contra o Rio Branco-ES em que fez um gol e ajudou o time celeste a vencer a partida.
Sua estreia oficial aconteceu pelo campeonato Mineiro em partida contra o Tombense, em que marcou o segundo gol do Cruzeiro ajudando o time a vencer por 2 a 1. No dia 27 de março marcou o gol da vitória do Cruzeiro no clássico contra o Atlético Mineiro em pleno Independência.   Na comemoração Rafael Silva imitou uma galinha num ato de provocação ao Atlético, que é representado como "galo", o que levantou polêmica. O atacante se defendeu das críticas afirmando que "tem que levar na brincadeira".
Marcou ao todo 5 gols durante o Campeonato Mineiro, onde o Cruzeiro foi eliminado na semifinal. Antes mesmo do início do Brasileirão foi emprestado ao Figueirense até o final do ano de 2016.

### Figueirense
Rafael Silva foi anunciado como novo reforço do Figueirense para o Campeonato Brasileiro por empréstimo. Fez sua estreia com a camisa do Figueirense num clássico contra a Chapecoense válida pelo Brasileirão, que terminou 1 a 1.
Marcou seu primeiro gol pelo Figueirense em um jogo contra o Flamengo válido pela primeira fase da Copa Sul-Americana. Aos 5 minutos de jogo, passou por três jogadores e acertou o canto direito do goleiro. Na comemoração, provocou a torcida rubro-negra fazendo o gesto da degola e recebeu cartão amarelo. Aos 28 minutos foi expulso após falta violenta, deixando os catarinenses com um jogador a menos. O Figueira acabou perdendo de virada por 3 a 1 e foi eliminado da competição no critério de gols marcados como visitante( Na primeira partida, em Florianópolis, vitória por 4 a 2). Ao término da partida, o próprio Rafael Silva assumiu a culpa pela derrota e eliminação: "pode colocar na minha conta", disse.
Seu segundo gol pelo clube ocorreu na derrota em casa contra o líder Palmeiras por 2 a 1 no dia 16 de outubro.

### Hatta Club
Após ter sido confirmado o empréstimo de Rafael Silva para o Náutico, houve uma proposta do Hatta Club, dos Emirados Árabes, e o jogador optou por jogar em Dubai.

### Guarani
Emprestado pelo Cruzeiro, Rafael Silva chegou ao Guarani para reforçar o ataque, tendo o acordo firmado até dezembro de 2017.

### Passagens por outras equipes
Em 2018, Rafael Silva atuou pelo Bragantino. Em fevereiro de 2018, ele aceitou proposta do Dalian Transcendence, da China, onde disputou a segunda divisão chinesa, saindo no ano seguinte.
Em 2019, atuou pelo Barito Putera, da Indonésia, onde ficou até 2020.
Em 2020, atuou no Always Ready, da Bolívia, onde ficou até 2021.
Em 2021, atuou no Al-Shorta, do Iraque. No mesmo ano, atuou também no Madura United.
Em 2022, retornou ao Barito Putera, onde ficou até 2023.
Em 2023, retornou ao Ituano, após nove anos. No mesmo ano, atuou também no Sri Pahang, da Malásia.
Em 2024, atuou na Portuguesa, do Rio de Janeiro, onde ficou até o início de 2025.
Em 2025, deixou a Portuguesa, e assinou com o São Bento para a disputa do Campeonato Paulista Série A2.

## Estatísticas
Até 2 de janeiro de 2017.

### Clubes
| Clube             | Temporada         | Campeonato Nacional | Campeonato Nacional | Copa Nacional | Copa Nacional | op Competições Continentais[a] | op Competições Continentais[a] | Outros Torneios[b] | Outros Torneios[b] | Total | Total |
| Clube             | Temporada         | Jogos               | Gols                | Jogos         | Gols          | Jogos                          | Gols                           | Jogos              | Gols               | Jogos | Gols  |
| ----------------- | ----------------- | ------------------- | ------------------- | ------------- | ------------- | ------------------------------ | ------------------------------ | ------------------ | ------------------ | ----- | ----- |
| Ituano            | 2013              | —                   | —                   | —             | —             | —                              | —                              | 18                 | 7                  | 18    | 7     |
| Ituano            | 2014              | —                   | —                   | —             | —             | —                              | —                              | 18                 | 5                  | 18    | 5     |
| Ituano            | Total             | —                   | —                   | —             | —             | —                              | —                              | 36                 | 12                 | 36    | 12    |
| Vasco da Gama     | 2014              | 15                  | 1                   | 0             | 0             | —                              | —                              | —                  | —                  | 15    | 1     |
| Vasco da Gama     | 2015              | 25                  | 3                   | 6             | 2             | —                              | —                              | 14                 | 5                  | 45    | 10    |
| Vasco da Gama     | Total             | 40                  | 4                   | 6             | 2             | —                              | —                              | 14                 | 5                  | 60    | 11    |
| Cruzeiro          | 2016              | 2                   | 0                   | 2             | 0             | —                              | —                              | 12                 | 5                  | 16    | 5     |
| Cruzeiro          | 2017              | 0                   | 0                   | 0             | 0             | 0                              | 0                              | 0                  | 0                  | 0     | 0     |
| Cruzeiro          | Total             | 2                   | 0                   | 2             | 0             | —                              | —                              | 12                 | 5                  | 16    | 5     |
| Figueirense       | 2016              | 15                  | 1                   | —             | —             | 1                              | 1                              | —                  | —                  | 16    | 2     |
| Figueirense       | Total             | 15                  | 1                   | —             | —             | 1                              | 1                              | —                  | —                  | 16    | 2     |
| Hatta Club        | 2017              | 0                   | 0                   | —             | —             | —                              | —                              | —                  | —                  | 0     | 0     |
| Hatta Club        | Total             | 0                   | 0                   | —             | —             | —                              | —                              | —                  | —                  | 0     | 0     |
| Total na carreira | Total na carreira | 57                  | 5                   | 8             | 2             | 1                              | 1                              | 62                 | 22                 | 128   | 30    |

- a. ^ Jogos da Libertadores da América e Copa Sulamericana
- b. ^ Jogos do Campeonato Estadual e Primeira Liga

## Títulos
Portuguesa
- Campeonato Brasileiro - Série B: 2011

Ituano
- Campeonato Paulista: 2014

Vasco da Gama
- Campeonato Carioca: 2015

## Artilharia
- Copa Paulista: 2013 (7 gols)
- Artilheiro do Vasco: 2015 (10 gols)